# Filosofie van de informatica
De filosofie van de informatica houdt zich bezig met de filosofische vragen die zich voordoen binnen de studie van de informatica. Er is nog steeds geen gemeenschappelijk begrip van de inhoud, doelstellingen, focus of onderwerpen van de filosofie van de informatica, ondanks enkele pogingen om een filosofie van de informatica te ontwikkelen zoals de filosofie van de fysica of de filosofie van de wiskunde. Vanwege het abstracte karakter van computerprogramma's en de technologische ambities van de informatica zijn veel van de conceptuele vragen van de filosofie van de informatica ook vergelijkbaar met de wetenschapsfilosofie, de filosofie van de wiskunde en de technologiefilosofie.

## Overzicht
Veel van de centrale filosofische vragen van de informatica zijn gecentreerd rond de logische, ethische, methodologische, ontologische en epistemologische kwesties die er mee te maken hebben. Sommige van deze vragen kunnen zijn:
- Wat is berekenen?
- Bevat de Church-Turing-hypothese het wiskundige idee van een effectieve methode in logica en wiskunde?
- Wat zijn de filosofische gevolgen van het P versus NP-probleem?
- Wat is informatie?

## Church-Turing-hypothese
De Church-Turing-hypothese en zijn variaties staan centraal in de berekenbaarheidstheorie. Omdat het concept van effectieve berekenbaarheid als informeel begrip geen formele definitie heeft, kan de hypothese, hoewel zij vrijwel universeel wordt aanvaard, niet formeel worden bewezen. De implicaties van deze hypothese zijn ook van filosofisch belang. Volgens filosofen heeft de Church-Turing-hypothese implicaties voor de filosofie van de geest.

## P versus NP-probleem
Het P versus NP-probleem is een onopgelost probleem in de informatica en wiskunde. Het vraagt zich af of elk probleem waarvan de oplossing kan worden geverifieerd in polynomiale tijd (en dus gedefinieerd als behorend tot de klasse NP) ook kan worden opgelost in polynomiale tijd (en zo gedefinieerd als behorend tot de klasse P). De meeste computerwetenschappers geloven dat P ≠ NP. Afgezien van de reden dat na decennia van bestudering van deze problemen niemand erin is geslaagd een polynomiaal-tijdalgoritme te vinden voor een van de ruim 3000 belangrijke bekende NP-volledige problemen, kunnen filosofische redenen die betrekking hebben op de implicaties ervan deze overtuiging hebben gemotiveerd.

Bijvoorbeeld, volgens Scott Aaronson, een Amerikaanse computerwetenschapper:
Als P = NP, dan zou de wereld er heel anders uitzien dan we gewoonlijk aannemen. Er zou geen bijzondere waarde zitten in 'creatieve sprongen', en er zou geen fundamentele kloof bestaan tussen het oplossen van een probleem en het herkennen van de oplossing zodra deze gevonden is. Iedereen die een symfonie zou kunnen waarderen, zou Mozart zijn; iedereen die een stapsgewijze redenering zou kunnen volgen, zou Gauss zijn.